# Bühlertann
Bühlertann è un comune tedesco di 3 067 abitanti,, situato nel land del Baden-Württemberg.